# 姆尼奧夫
51°27′2″N 30°39′31″E / 51.45056°N 30.65861°E
姆尼奧夫（烏克蘭語：Мньов），是烏克蘭北部切爾尼希夫州切爾尼希夫區米哈伊洛-科秋宾斯凯市镇的村落。始建於1552年，面積2.87平方公里，海拔高度106米，2001年人口621，人口密度每平方公里216.2人。